# Niederwerth
Niederwerth est une municipalité du Verbandsgemeinde Vallendar, dans l'arrondissement de Mayen-Coblence, en Rhénanie-Palatinat, dans l'ouest de l'Allemagne.
La commune de Niederwerth est jumelée depuis 1977 avec Pontaumur dans le Puy-de-Dôme.

## Géographie
La commune de Niederwerth comprend deux îles proches l'une de l'autre, l'une d'elles est habitée (Niederwerth au sud) et l'autre est une réserve naturelle (Graswerth au nord). Les deux îles se trouvent sur le Rhin à proximité de la ville de Vallendar. Un pont relie ces deux villes depuis 1958 seulement. Avant cette date, un ferry faisait la liaison entre l'île et Vallendar. Il existe aujourd'hui encore une liaison maritime entre l'île et Coblence (au sud). L'essentiel de l'agriculture de l'île est tournée vers les fruits et légumes (asperges et fraises).

## Histoire
D'après les tombes retrouvées sur place, il est très probable que l'île de Niederwerth est habitée depuis le VIIIe siècle.
Au sud de la commune se trouve le cloître de Niederwerth (d'abord cloître augustin dès le XVe siècle, puis cistercien à partir du XVIe siècle). Les premières références de ce cloître remontent au XIIIe siècle. Le cloître est de style gothique, et l'église catholique attenante (église Saint-Georges) retient l'attention par ses belles peintures murales et par une riche architecture gothique et baroque.